# Неберџај
Неберџај (рус. Неберджай, адиг. Ныбэджай) река је у Краснодарској покрајини на југу европског дела Руске Федерације. Протиче преко територија Кримског рејона и Новоросијског градског округа. Настаје спајањем река Липки и Богаго и заједно са реком Баканком твори реку Адагум, леву притоку реке Кубањ. Део је басена Азовског мора. 
Укупна дужина водотока је 22 km, рачунајући од извора Липке, односно 6 km након спајања обе реке. Површина сливног подручја је 111 km². Река Липка свој ток започиње на североисточним падинама планинског масива Маркотх, на истоименом превоју. У горњем делу тока на њој је саграђено мање вештачко Неберџајевско језеро чије воде се користе за водоснабдевање града Новоросијска пијаћом водом. 